# Пуэрто-Рико на зимних Олимпийских играх 2018
Пуэрто-Рико на зимних Олимпийских играх 2018 года была представлена одним спортсменом в горнолыжном спорте. В предыдущий раз пуэрто-риканские спортсмены выступали на зимних Играх в 2002 году.

## Состав сборной
Горнолыжный спорт
1. Чарльз Флаэрти

## Результаты соревнований

### Лыжные виды спорта

#### Горнолыжный спорт
Квалификация спортсменов для участия в Олимпийских играх осуществлялась на основании специального квалификационного рейтинга FIS по состоянию на 21 января 2018 года. При этом НОК для участия в Олимпийских играх мог выбрать только того спортсмена, который вошёл в топ-500 олимпийского рейтинга в своей дисциплине, и при этом имел определённое количество очков, согласно квалификационной таблице. Страны, не имеющие участников в числе 500 сильнейших спортсменов, могли претендовать только на квоты категории «B» в технических дисциплинах. По итогам квалификационного отбора сборная Пуэрто-Рико завоевала олимпийскую лицензию категории «B» в мужских соревнованиях, благодаря удачным выступлениям Чарльза Флаэрти.
Мужчины
| Соревнование      | Спортсмены     | Скоростной спуск/ 1 спуск | Скоростной спуск/ 1 спуск | Слалом/ 2 спуск | Слалом/ 2 спуск | Всего   | Место | Отставание |
| Соревнование      | Спортсмены     | Время                     | Место                     | Время           | Место           | Всего   | Место | Отставание |
| ----------------- | -------------- | ------------------------- | ------------------------- | --------------- | --------------- | ------- | ----- | ---------- |
| гигантский слалом | Чарльз Флаэрти | 1:28,50                   | 83                        | 1:27,55         | 73              | 2:56,05 | 73    | +38,01     |